# Drifting in the Endless Void
| Recensione           | Giudizio |
| -------------------- | -------- |
| Blabbermouth.net     | 8/10     |
| Metal Epidemic       |          |
| Metal Temple         | 9/10     |
| Reverb is for Lovers | 7.1/10   |
| Rock Hard            | 8/10     |
| Visions              | 8/12     |

Drifting in the Endless Void è il sesto album discografico in studio del gruppo musicale svedese Dozer, pubblicato il 21 aprile 2023 attraverso l'etichetta Blues Funeral Records. Si tratta del primo album in studio della band da Beyond Colossal del 2008, il più ampio divario tra due album per il gruppo, 15 anni. È anche il primo disco a vedere la presenza del batterista Sebastian Olsson, mentre il resto della formazione è rimasto inalterato rispetto ai precedenti lavori.

## Accoglienza
Drifting in the Endless Void ha ricevuto recensioni positive che citano la crescita nella scrittura e nella strumentazione. Blabbermouth.net ha affermato che l'album rivela una band che ha trasceso le sue origini e trovato un modo nuovo e più profondo di splendere. Riguardo alle specifiche canzoni, viene detto: ""Mutation/Transformation" ed "Ex-Human, Now Beast" mettono in mostra la nuova attitudine. Questo è ancora stoner rock per design ed esecuzione, ma con colori più brillanti e bordi più affilati." Tinnitist è d'accordo con questa direzione più tecnica, dicendo del lavoro: "è un'affermazione innegabile del loro status non solo come padri del movimento, ma come campioni di un'energia vulcanica e di pura devozione ai riff."
Distorted Sound parla di come l'album sia "bilanciato negli spazi, nelle atmosfere psichedeliche e nei riff stoner" e che il chitarrista principale Holappa "ha inserito riff melodici e assoli. Ciò dà ai Dozer un suono più ibrido mantenendo il loro stile e il loro carattere originario."

## Tracce
1. Mutation/Transformation – 7:31
2. Ex-Human, Now Beast – 4:29
3. Dust for Blood – 4:41
4. Andromeda – 5:13
5. No Quarter Expected, No Quarter Given – 5:32
6. Run, Mortals, Run! – 6:44
7. Missing 13 – 8:34

Durata totale: 42:44

## Formazione
- Fredrik Nordin – voce, chitarra ritmica
- Tommi Holappa – chitarra solista
- Johan Rockner – basso
- Sebastian Olsson – batteria